# Marienwerder (Brandeburgo)
Marienwerder (pronunciación en alemán: /maˌʁiːənˈvɛʁdɐ/ⓘ) es un municipio del distrito de Barnim, en Brandeburgo (Alemania).
- Datos: Q543918
- Multimedia: Marienwerder (Barnim) / Q543918

1. ↑  Worldpostalcodes.org, código postal n.º 16348.